# Популярна і закохана (телесеріал)
Популярна і закохана (англ. Famous In Love) — американська телевізійна молодіжна драма, заснована на романі письменниці Ребеккі Серл . Прем'єра телесеріалу відбулась 18 квітня 2017 року.
3 серпня 2017 року серіал було продовжено на другий сезон , Прем'єра відбулась 4 квітня 2018 року. 29 червня 2018 року канал Freeform закрив серіал після двох сезонів .

## Сюжет
Життя Пейдж Тоунсен, кардинально змінилася, коли вона отримала роль у великому голлівудському фільмі. Проект очолює владна жінка-продюсер Ніна Девон, яка крім цього є матір'ю виконавця головної ролі Райнера, а також спить з його кращим другом Джорданом. Зйомки у фільмі моментально зробили Пейдж знаменитою і затребуваною. Незабаром дівчина розуміє, що разом зі славою в її житті з'явилося багато проблем. Поєднувати кар'єру в Голлівуді з отриманням освіти буде не просто. А тут в справу ще й втручається любов. На її шляху з'являються відразу двоє хлопців, які готові боротися за її любов.

## Головні ролі
- Белла Торн — Пейдж Тоунсен
- Чарли Депью — Джейк Солт
- Джорджи Флоренс — Кассандра Перкінс
- Картер Дженкінс — Райнер Девон
- Нікі Косс — Алексіс Глен
- Кит Пауерс — Джордан Уайлдер
- Пепі Сонуга — Тенгі Тернер
- Перрі Рівз — Ніна Девон
- Шон Кристіан — Аллан Мілс
- Нейтан Стюарт-Джарет —  Баррет Гоппер
- Деніел Кемпбелл — Харпер Тейт
- Софія Карсон — Слоан